# Ganja

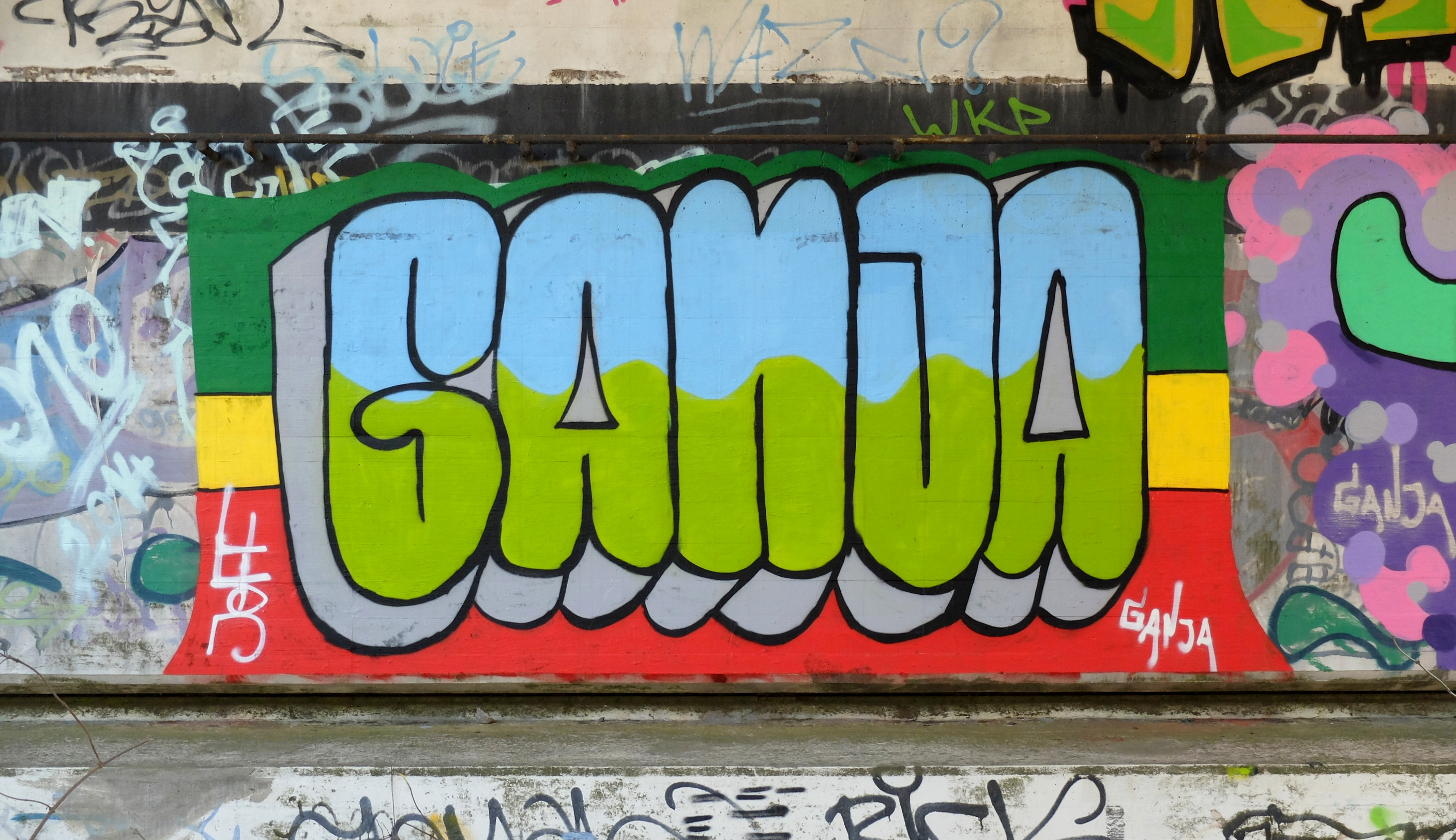
Grafiti donde se puede leer «ganja» sobre la bandera rastafari en Sevilla (España).

«Ganja» es un término hindi para la planta del cannabis (originalmente, para el cáñamo) y está muy ligado al movimiento rastafari. El término fue importado por los inmigrantes indios en Jamaica durante la época colonial británica y la comunidad rastafari de esta isla lo adoptó y lo incorporó al vocabulario inglés, idioma desde el cual pasaría posteriormente al castellano y a otras lenguas. Desciende del sánscrito गञ्जा gañjā.

## Etimología
El origen de esta palabra no se sabe con precisión. En la etimología popular, se dice que proviene del Ganges (en hindi,  गंगा gáṅgā), el mayor río que cruza la India de oeste a este, ya que las plantas sativas crecen de forma natural en las orillas de este río santo. Sin embargo esta teoría no ha sido probada a ciencia cierta.
Otra teoría traza su origen a la raíz indoiranias *ganǰəm («tesoro», «sagrado»). Tanto en persa antiguo (aqueménida) como en persa medio (sasánida), el término گنج ganj (cuyo plural es گنجها ganj-hâ) quiere decir «tesoro». Además, en la actualidad, -ganj es un sufijo común en los idiomas urdu, indostánico, panyabí y bengalí que quiere decir «lugar preciado», en referencia a un lugar comercial o bazar donde intercambiar bienes. Ejemplos de ciudades con este sufijo son Forbesganj, Habiganj, Kishanganj, Paharganj, Sultanganj, entre muchas otras distribuidas por Bangladés, India y Nepal.
Otra hipótesis atribuye el término ganja a la fonética tamil kanchi-e, que significa «alimento sagrado». El término tailandés para la marihuana, กญชา kaan-chaa (/kan˧.t͡ɕʰaː˧/) tiene el mismo origen.

## Historia

### Origen en la India

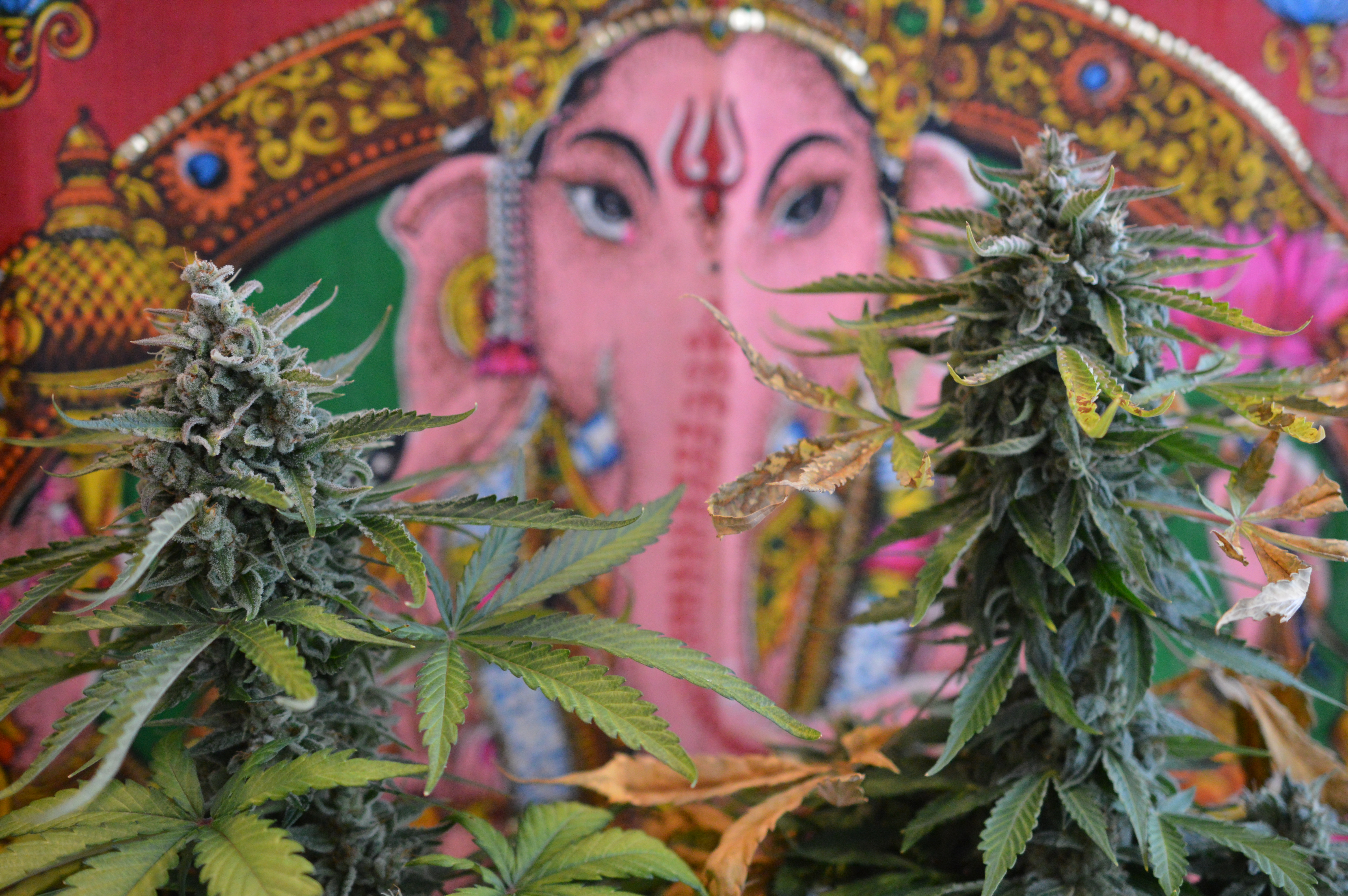
Ganja proviene del hindi गञ्जा.

Según los textos sagrados hindúes llamados Vedas, compilados entre los años 2000 y 14000 a. C., la ganja es una de las cinco plantas sagradas del hinduismo, pues permite la comprensión profunda y la compasión en los humanos, ayuda a liberarse del miedo y la ansiedad, y es una fuente de felicidad. En toda la historia de la India, la ganja ha jugado un rol importante en los entornos religiosos, especialmente ligada al dios Shiva (léase Cannabis e hinduismo). 
Cuando los británicos conquistaron la India (1857) rechazaron el uso generalizado del cannabis y crearon una comisión para investigar si realmente producía efectos negativos en la población india (como violencia, locura y otros riesgos para la salud) y si debía, por lo tanto, ilegalizarse. En 1894, tras varios meses de exhaustivos estudios, se publica el Informe de la Comisión de Drogas de Cáñamo de la India, el cual no solamente niega los supuestos efectos negativos, sino que además, acepta que el uso ocasional en dosis moderadas puede resultar hasta beneficioso. También rechazan que la ganja conllevase a la psicosis, como se pensaba en las altas esferas europeas, ya que el pueblo indio la lleva consumiendo durante miles de años, y que, como droga, el alcohol resultaba potencialmente mucho más peligroso que el cannabis. La conclusión final del informe fue que la prohibición de la ganja en la India sería totalmente injustificable y provocaría muchas protestas sociales, aparte de que sería muy difícil de aplicar efectivamente la restricción.

### Importación clandestina a Jamaica

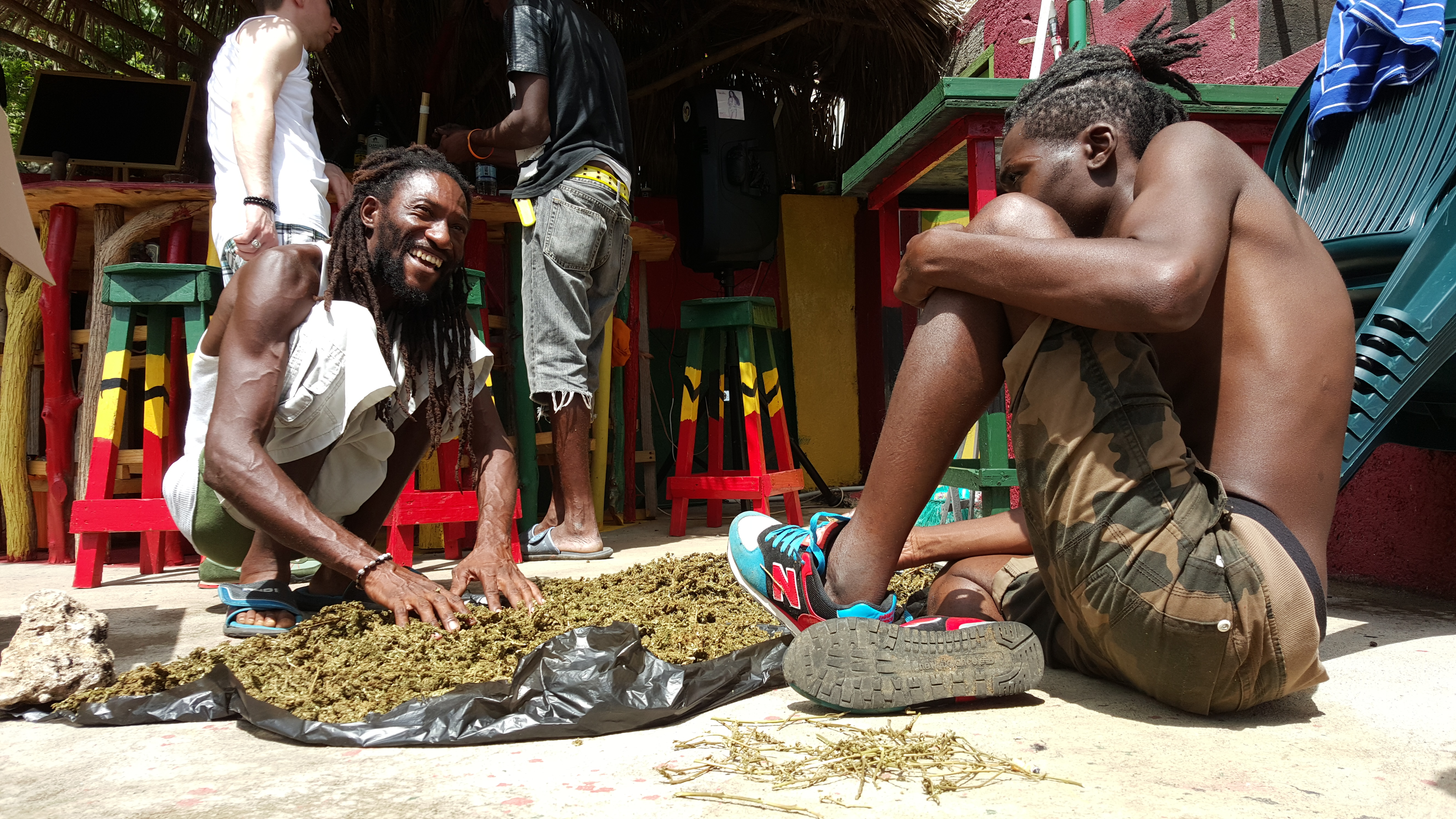
El término está ligado a la cultura rastafari y surge de Jamaica.

En 1655 se produjo la invasión de Jamaica, por la cual la isla pasa de ser una colonia española a inglesa. Durante el control británico de la isla, se traen miles de esclavos africanos para trabajar en las grandes plantaciones, principalmente de caña de azúcar, pero también de café, algodón e índigo. Para principios de la década de 1670, los negros constituían la mayoría de la población. Se dieron diversos levantamientos de los negros para abolir la esclavitud, destacando la Rebelión Bautista (1831-1832) que, aunque fue cruelmente aplastada, dio lugar a que en 1838 se declarase la emancipación total de los negros. Como consecuencia de ello, se dio una escasez de mano de obra en las plantaciones, lo que llevó a los británicos a «importar» trabajadores reclutados en otra colonia del Imperio Británico: la India británica.
Entre 1845 y 1917 la isla de Jamaica vio llegada masiva de trabajadores indios traídos a la isla por el Reino Unido desde el Raj Británico (alrededor de 40.000 indios). Estos trajeron consigo su «planta sacra» (una fuente académica sitúa la introducción de la ganja en Jamaica en el año 1845 y existe un documento promulgado por los británicos para imponer un impuesto sobre el comercio de «ganja» del año 1856). Sus actuales descendientes son los indojamaicanos y hoy en día, ganja es el término más común para llamar a la marihuana en Jamaica. Los indios también importaron otros conceptos cannábicos a Jamaica, como bhang (bebida de cannabis), charas (la resina del cannabis), chílum y chalis (artículos para fumarla).
A raíz del mestizaje entre las culturas europea-cristiana, africana e india, surge entre las clases más pobres de Jamaica el movimiento rastafari en los años 1930. La religión rastafari considera la marihuana como un sacramento, al contrario que otras corrientes cristianas. Los cristianos rastafaris argumentan que el uso de la ganja es promovido en la Biblia, concretamente en Génesis 1:29, Éxodo 30:23, Salmos 18:8, Salmos 104:14, Ezequiel 43:24 y Revelaciones 22:2, y la consideran un regalo de Jah para sanar a las naciones, pues induce sentimientos de paz y amor en sus consumidores, y les ayuda a encontrar su divinidad interior (llamada I'n'I).

## Uso del término

### Entre los rastafari
El término ganja fue adoptado desde un inicio (~1930) por el movimiento rastafari de Jamaica. La palabra fue popularizada por las canciones ska y reggae, junto con otros muchos términos que en conjunto se denominan «lenguaje rastafari» (iyaric). Otros términos rastafaris para el cannabis son iley y callie weed o simplemente callie. Una variante rastafari de ganja es «ganjah», haciendo un guiño al nombre del Dios rastafari: Jah. Los rastas dicen que la ganjah es un regalo de Jah para sanar las naciones de la Tierra. Además de fumarse, también se cocina con cannabis y se realizan medicinas de cannabis.

### En la cultura popular
- En 1975, Peter Tosh defendió el uso de ganja en la canción Legalize It.[18]

- El término ganja se usó en el cine por primera vez en la película Babylon de 1980.[10] También se ha usado en muchas películas stoner.

- Fundado en 1995, el grupo de música reggae mexicano llamado Ganja.

- Fundado en el 2000, el grupo de música rock neopsicodélico chileno llamado The Ganjas.

- Fundado en 2003, el grupo de música reggae chileno llamado Zona Ganjah.

- El grupo de hip hop Cypress Hill revivió el término en los EE. UU. en 2004 en una canción titulada Ganja Bus (2004).

- El rapero Eminem en su canción Must Be the Ganja (2009).[19]